# Lia de Itamaracá
Maria Madalena Correia do Nascimento OMC, conhecida como Lia de Itamaracá (Itamaracá, 12 de janeiro de 1944), é uma dançarina, compositora e cantora de ciranda brasileira. É considerada a mais célebre cirandeira do Brasil.

## Biografia
A artista Lia sempre morou na Ilha de Itamaracá e ainda criança começou a participar de rodas de ciranda.
Trabalhou como merendeira em uma escola pública da ilha.
Ficou conhecida por Lia nos anos 1960, depois que Teca Calazans, incorporando versos cantados pela cirandeira, acrescentou:
"Esta ciranda quem me deu foi Lia,
que mora na Ilha de Itamaracá".
Gravou seu primeiro disco em 1977, intitulado A rainha da ciranda.
Em 1998 participou do Abril pro Rock, o que a fez ser famosa nacionalmente.
Gravou Eu sou Lia em 2000, que foi distribuído também na França.
Em 2001, Lia de Itamaracá levou a sua ciranda a Paris, onde lançou o CD “Eu Sou Lia” e onde fez várias apresentações.
Participou do curta-metragem Recife Frio do cineasta pernambucano Kleber Mendonça Filho. No filme Lia aparece cantando sua famosa ciranda "Eu Sou Lia, Minha Ciranda e Preta Cira" vestida com roupas de frio na praia de Itamaracá.
Em 2013, participou como personagem principal do curta-metragem documental Formiga Come do Que Carrega, do diretor Tide Gugliano.
Em 2019, participou do filme Bacurau, de Kleber Mendonça Filho. Seu álbum Ciranda Sem Fim foi eleito um dos 25 melhores álbuns brasileiros do segundo semestre de 2019 pela Associação Paulista de Críticos de Arte.

## Reconhecimento

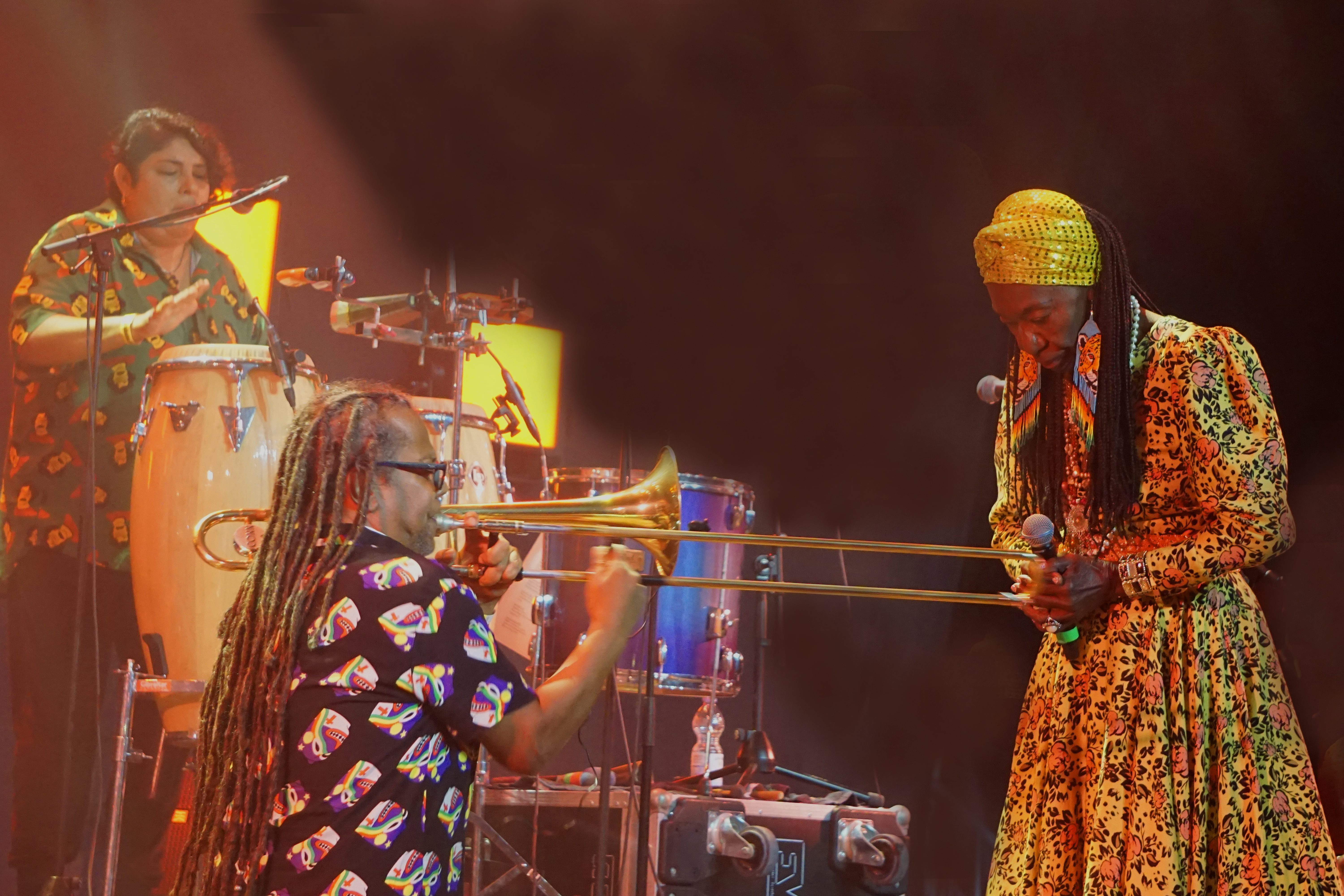
Lia de Itamaraca, do Brasil, no festival de música mundial Horizonte 2023, em Koblenz.

- Lia de Itamaracá é Patrimônio Vivo de Pernambuco.[4] A titulação é conferida pelo Governo de Pernambuco o objetivo de estimular e proteger iniciativas que contribuem para o desenvolvimento sociocultural e profissional dos mestres e das mestras de notório saber e grupos culturais, tradicionais e populares do Estado de Pernambuco, almejando a transmissão de seus conhecimentos e de suas técnicas. Nos últimos anos, Lia tem participado de festivais e eventos que tratam do repasse de sua sabedoria às novas gerações.
- Foi agraciada com a Ordem do Mérito Cultural pelo Ministério da Cultura.[5]
- No dia 27 de agosto de 2019, Lia recebeu uma das maiores honrarias de toda sua trajetória artística: o título de Doutora Honoris Causa, pela Universidade Federal de Pernambuco, pelos serviços prestados à cultura de Pernambuco e do Brasil.
- Diva da música negra - denominação dada pelo The New York Times.[1]
- Em 2003, a cineasta carioca Karen Akerman começou registrar a vida da cirandeira, para um documentário que pretende realizar, sob o mesmo título de CD de Lia.
- Em reconhecimento de seu trabalho a  promoveu o seu registro como Patrimônio Vivo de Pernambuco. E o Governo Federal, através do Ministério da Cultura, a premiou com a medalha do Mérito Cultural.
- Reconhecida como doutora honoris causa pela Universidade Federal de Pernambuco - UFPE.[4]
- Em 2020, foi homenageada pelo Bloco Afro Ilú Oba De Min, em seu tradicional cortejo de carnaval.[6]
- Em 2023 foi considerada uma das 100 personalidades negras influentes da lusofonia, integrando a 100 Power List, iniciativa da revista digital Bantumen.[7]
- No carnaval de 2024, Lia foi homenageada como enredo por duas escolas de samba: no Rio de Janeiro pelo Império da Tijuca e em São Paulo pela Nenê de Vila Matilde.[8]